# Archiv města Brna
Archiv města Brna (AMB) je městský archiv fungující při městě Brně. Organizován je jako odbor Magistrátu města Brna, od roku 2006 je akreditovaným archivem podle českého archivního zákona. Sídlí v Brně-Černovicích, část depozitáře se studovnou má také na Nové radnici v centru Brna, v Kuřimi využívá depozitář (v budově bývalé panské sýpky velkostatku). Archiv dohlíží na fungování spisové služby města v rámci předarchivní péče a následně dlouhodobě pečuje o vyřazené písemnosti (určené k dlouhodobému uložení) vyprodukované městem a organizacemi zřizovanými městem. V roce 2023 archiv spravoval 1605 archivních souborů zahrnujících archiválie o rozsahu 10 737 běžných metrů a 691 856 MB.
Archiv vydává publikace týkající se historie Brna – sborník Brno v minulosti a dnes (od roku 1959 s přestávkami, od roku 2000 každoročně) a odborné monografie.

## Historie
Prapočátky archivu v Brně se hledají již v 14. století, v roce 1835 byl správou městského archivu pověřen Polykarp Koller, který jej vedl až do svého penzionování v roce 1869. V dalších letech archiv nefungoval, teprve od roku 1895 se jeho správě věnoval Bertold Bretholz. V roce 1918 převzal jeho správu Bohumil Navrátil. Jakožto vědecká instituce byl Archiv města Brna zřízen roku 1929, kdy byl městským archivářem jmenován Jaroslav Dřímal. Po přestávce v letech 1939–1945, kdy byl archiv pod německým vedením, jej po druhé světové válce vedl opět Dřímal, a to až do svého odchodu do důchodu v roce 1975. Následně byl ředitelem archivu František Zřídkaveselý, kterého v roce 1994 vystřídal František Novák. Po něm byl roku 2013 jmenován vedoucím Archivu města Brna Libor Blažek.
Původně byl městský archiv uložen na Staré radnici, roku 1895 byl přestěhován do starého Zemského domu (pozdější Nové radnice). Od roku 2002 sídlí v Černovicích v budově bývalé transformovny z let 1912–1913, která sloužila do roku 1959 pro zásobování města elektřinou z oslavanské elektrárny. Poté byla pro energetické účely využívána pouze malá část objektu, zatímco ve většině budovy byly sklady podniku Domácí potřeby Brno. V roce 1993 byla stavba určena magistrátem do správy archivu, který ji ale kvůli nevyhovujícímu stavu mohl využívat jen z malé části pro skladové účely. Kompletní rekonstrukce budovy proběhla v letech 2001–2002, roku 2005 byl v těsné blízkosti bývalé transformovny postaven také depozitář.